# Гимнопил
Огнёвка, или гимнопи́л (лат. Gymnopílus) — род грибов семейства паутинниковые (Cortinariaceae). Огнёвками называют и некоторые грибы рода чешуйчатка (Pholiota) — например, чешуйчатку углелюбивую.

## Описание
Плодовые тела обычно средних размеров (шляпки от 3—5 до 8—11 см), часто ярко окрашены.
Форма шляпки от колокольчатой до выпуклой или плоской, часто с бугорком. Обычная окраска — жёлтая, ржаво-бурая, красная или лиловатая, поверхность волокнистая или голая, сухая или слизистая.
Мякоть беловатая, жёлтая, или бурая, горького вкуса.
Пластинки приросшие или низбегающие, окрашенные.
Ножка центральная, цилиндрическая, часто изогнутая, длина приблизительно соответствует диаметру шляпки, с корневидным выростом, иногда с утолщением в основании. Окраска почти всегда жёлтых тонов, иногда бурая, поверхность волокнистая.
Остатки покрывал: на ножке часто заметно паутинистое или тонкоплёнчатое кольцо, но оно может и отсутствовать.
Споровый порошок ржаво-бурый.

## Экология
Разрушители древесины, чаще сапротрофы, но могут и паразитировать на живых деревьях. Обычно встречаются на пнях и валежнике хвойных пород, в лесах.

## Таксономия и представители
Традиционно род разделяли на две группы — Annulati и Gymnopilus, в зависимости от наличия или отсутствия плёнчатого частного покрывала. Филогенетические исследования не подтвердили правомерность такой классификации, род оказался монофилетическим и в нём обнаружено 5 клад, не связанных с признаками покрывала
Известно до 200 видов, в России наиболее часто встречаются около 15. Некоторые виды:
- Gymnopilus hybridus — Гимнопил гибридный
- Gymnopilus junonius — Гимнопил видный
- Gymnopilus liquiritiae — Гимнопил исчезающий
- Gymnopilus penetrans — Гимнопил проникающий
- Gymnopilus picreus — Гимнопил горький
- Gymnopilus sapineus — Гимнопил еловый

## Практическое значение
Съедобные виды этого рода неизвестны, большинство гимнопилов имеют горькую мякоть. У ряда видов обнаружено содержание известного галлюциногенного вещества — псилоцибина. Ещё у нескольких видов обнаружено наличие бис-норянгонина и гиспидина — веществ, сходных с альфа-пиронами растения кава, или перец опьяняющий.